# Nor-Alta Aviation
Nor-Alta Aviation — чартерная авиакомпания Канады со штаб-квартирой в городе Форт-Вермиллион (провинция Альберта), работающая на рынке воздушных перевозок северной части провинции и обеспечивающая перевозку мобильных групп скорой медицинской помощи (санитарная авиация) по длительному соглашению с правительством Альберты.
Главными транзитными узлами (хабами) авиакомпании являются Аэропорт Форт-Вермиллион и Аэропорт Хай-Левел.

## История
Авиакомпания Little Red Air Service была основана в 1986 году и первоначально находилась в собственности управляющей компании Little Red River Cree Nation ассоциации народа кри. Компания создавалась для обеспечения чартерных воздушных перевозок и оказания услуг санитарной авиации между местными общинами Фокс-Лейк, Джон Дьор Прейри и Гарден-Ривер в провинции Альберта. По мере своего роста авиакомпания начала выходить на рынок авиаперевозок во всей северной части провинции, а также в населённые пункты западной части Канады. Позднее правительство Альберты подписало с руководством перевозчика контракт на оказание услуг санитарной авиации из города Форт-Вермиллион, действующий в течение длительного времени.
В 2004 году на базе управляющего холдинга было создано коммерческое подразделение Nor-Alta Aviation Leasing Inc., основной задачей которого стало приобретение в сухой лизинг самолётов для расширения воздушного флота авиакомпании и, соответственно, увеличения перечня предоставляемых услуг по перевозке пассажиров и грузов. В 2006 году перевозчик и лизинговая группа заключили договор о коллективном управлении активами и в конце того же года Nor-Alta Aviation Leasing Inc. приступила к приобретению активов Little Red Air Service (сделка объединения компаний путём их обратного поглощения). Новая объединённая компания перешла в собственность местных бизнесменов из соседней общины Ла-Крит и сменила своё официальное название на действующее в настоящее время Nor-Alta Aviation. Объединённая компания сохранила все прежние сферы деятельности, включая чартерные пассажирские, грузовые перевозки и работу в режиме санитарной авиации в северной части провинции Альберта.

## Пункты назначения

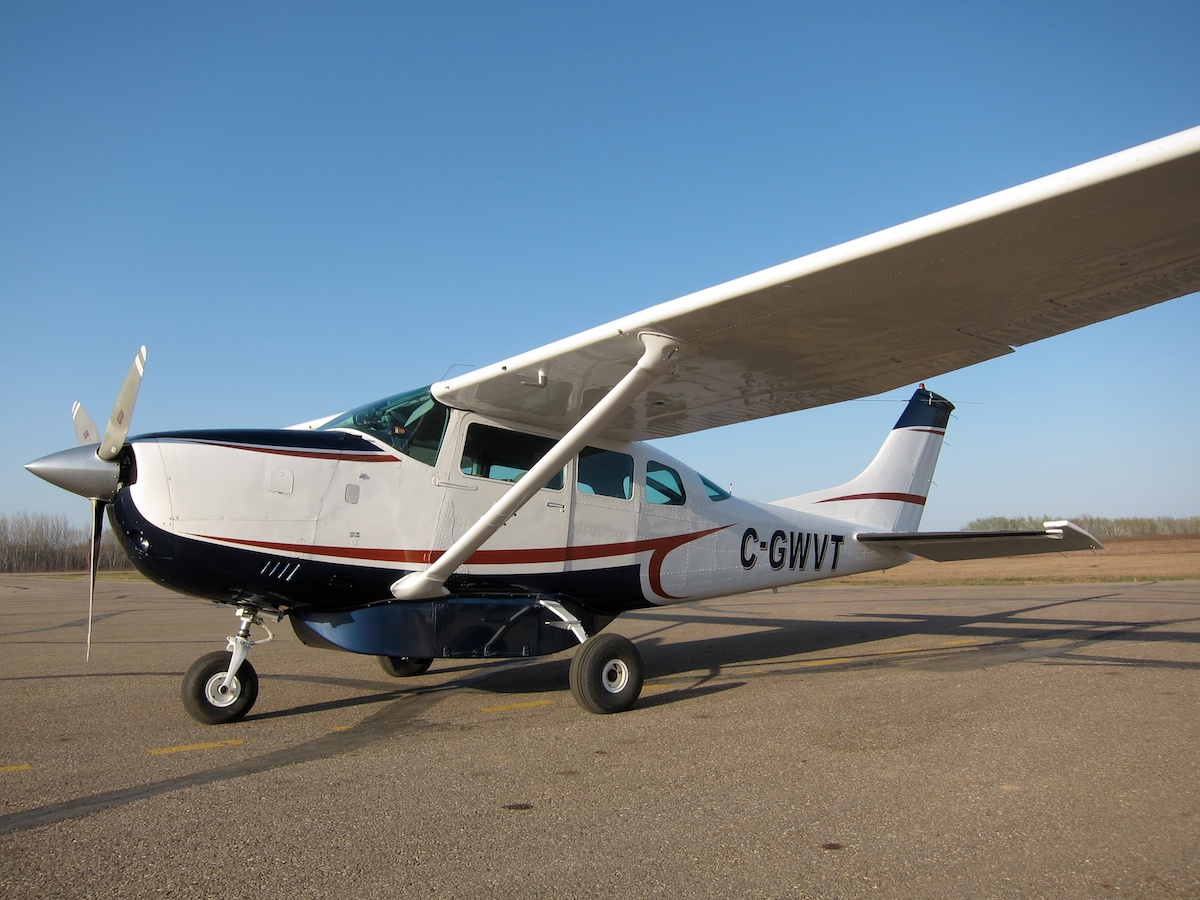
Cessna 206 авиакомпании Nor-Alta Aviation в аэропорту Форт-Вермиллион

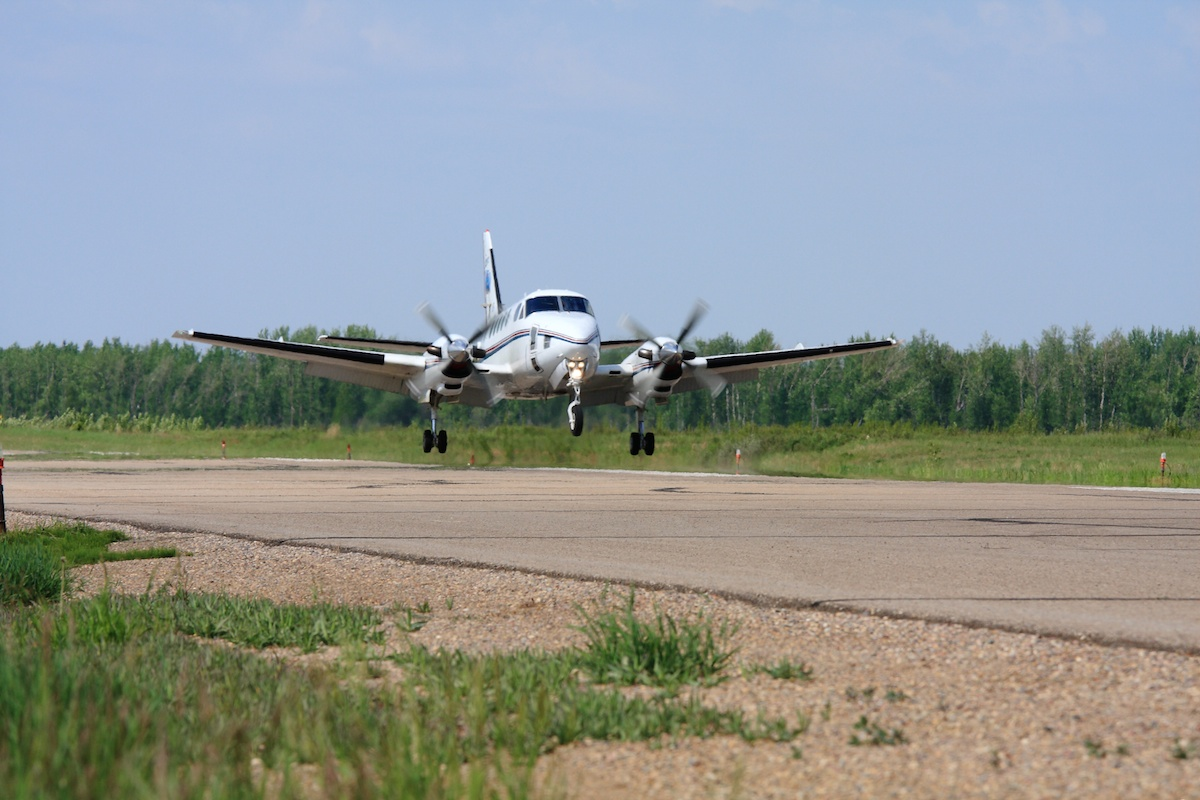
Посадка King Air A100 авиакомпании Nor-Alta Aviation в аэропорту Форт-Вермиллиона

Авиакомпания Nor-Alta Aviation в данном периоде не совершает регулярных пассажирских перевозок. Основными пунктами назначения в сети чартерных рейсов компании являются небольшие населённые пункты общины Литтл-Ред-Ривер и города провинции, такие как Форт-Хипевян, Форт-Макмюррей, Гранд-Прейри и Эдмонтон.

## Флот
По состоянию на январь 2011 года воздушный флот авиакомпании Nor-Alta Aviation составляли следующие самолёты: